# Karipuná do Guaporé
Karipuná do Guaporé (Karipuná de Rondônia), pleme američkih Indijanaca s rijeka Jarú, Jamery, Urupá, Cabecciras i Candeias u brazilskim državama Rondônia i Acre, danas na rezervatu AI Karipuna u općinama Guajará-Mirim i Porto Velho. Jezik im je gotovo nestao a pripadao je porodici panoan. Dijalekti: pama, pamana i jacaria. ne smiju se brkati s istoimenim plemenom iz Amape (Karipúna do Amapá ili Karipúna do Uaçá).